# Lorentz Waxell
Lorentz Waxell var volontør på skibet St. Peter, som var det skib som Vitus Bering sejlede med da han skulle til Alaska.
Waxell er hovedperson i bogen Rejsen til håbets ø, der er Jacob Clausen i 1992.
| Biografi | Spire Denne biografi er en spire som bør udbygges. Du er velkommen til at hjælpe Wikipedia ved at udvide den. |